# Cybister dejeanii
Cybister dejeanii är en skalbaggsart som beskrevs av Aubé 1838. Cybister dejeanii ingår i släktet Cybister och familjen dykare. Inga underarter finns listade i Catalogue of Life.